# 쓰루카와역
쓰루카와역(일본어: 鶴川駅)은 일본 도쿄도 마치다시에 위치한 오다큐 전철 오다와라선의 역이다. 역 번호는 OH 25이다.

## 역사
- 1927년 4월 1일: 영업 개시. "직통" 정차역이 됨. 또한, 각역 정차는 신주쿠 ~ 이나다노보리토역(현, 무코가오카유엔 역) 구간만 운행하고, 본 역까지의 운행은 없었음.
- 1937년 9월 1일: 오다와라역 행 "직통" 정차역이 됨(가타세에노시마 방향의 "직통"은 통과).
- 1945년 6월: 과거에 신주쿠 ~ 이나다노보리토역 구간만을 운행하던 각역정차가 전 노선에서 운행하게 되어 각역 정차의 정차역이 됨과 동시에 "직통"은 폐지됨.
- 1946년 10월 1일: 준급이 설정되어 정차역이 됨.
- 1948년 9월: "사쿠라 준급"이 설정되어 정차역이 됨.
- 1960년 3월 25일: 통근준급이 설정되어 정차역이 됨.
- 1964년 11월 5일: 쾌속준급이 설정되고 휴일에만 정차역(고도모노쿠니 내방객을 위한 임시정차)이 됨.
- 1977년 11월 21일: 3번 승강장(대피선)의 사용 개시.
- 2004년 12월 11일: 구간준급이 설정되어 정차역이 됨.

## 역 구조
혼합식 승강장 2면 3선의 지상역이다. 상행선에만 대피 설비를 갖고, 아침 러시아워에는 당역에서 급행을 대피하여 완행이나 준급행 운행이 많다.
역사는 선로 북쪽, 과선교를 경유하여 플랫폼으로 통한다. 과선교에는 엘리베이터가 설치되어 있지만, 에스컬레이터는 설치되지 않았다. 하행 승강장의 서쪽 끝은 계원이 배치되어 있고 남쪽 출입구와 개찰구가 있고, 자동 매표기와 자동 정산기, 자동 개찰기를 설치하였다.
매점은 상행 승강장에만 있고, 에어컨 완비의 대합실은 각 승강장, 화장실은 북쪽 출입구의 개찰구 옆에 설치되어 있다.

### 타는 곳
| 번호 | 노선       | 방향 | 방면                         | 비고                                                                                |
| ---- | ---------- | ---- | ---------------------------- | ----------------------------------------------------------------------------------- |
| 1    | 오다와라선 | 하행 | 오다와라·가타세에노시마 방면 |                                                                                     |
| 2·3  | 오다와라선 | 상행 | 신주쿠·지요다선 방면         | 요요기우에하라역에서 도쿄 메트로 지요다선, 아야세역으로부터 조반선(각역정차)과 직통 |

- 상행선은 2번 승강장이 주로 본선, 3번 승강장이 대피선이다.
- 대피선이 설치된 경위는 오다큐의 제도고속도교통영단(현, 도쿄 지하철) 지요다선과 상호 직통 운전에 따라 급행 열차의 10량 편성화에 따른 것이다. 원래 대피선은 인근의 가키오역(2면 4선, 상하행선이 함께 대피선을 가지고 있었음)에 설치되어 있었다. 그러나, 가키오역의 대피선은 8량 편성분의 유효 길이로, 해당역 부지가 협소하고, 설비 개량도 곤란한 관계로 당역에 대피 설비를 설치한 것이다. 후에, 가키오역은 대피선이 철거되었다.

## 역 주변
역은 노가야 1초메에 있고, 동명의 쓰루카와 1초메 ~ 6초메(쓰루가와 단지 포함)는 역의 1 ~ 3 km 정도 북서쪽에 있다.
역 북쪽에는 쓰루가와 큰길이 있어 교통량이 많은 간선 도로가 만나는 교차점과 가깝기 때문에 만성적 체증이 발생하고 있다. 토지 구획 정리 사업 시행과 함께 좁은 폭이 개선되고 있으며 2003년에 역 북쪽 출입구 부근에 도로가 확장된 새 도로로 교체되었다.
북문 동쪽에는 버스 정류장, 오다큐 마르쉐, 주차장 등이 있다. 북문 서쪽에는 택시 등이 있고, 오다큐 마르쉐 2 ~ 3 외 다수의 상업 빌딩이나 아파트 등이 건축되어 있다.
역 남쪽은 개발 도상인 부분이 많다. 쓰루미강이 흐르고 정방향으로는 가와사키시 아사오구의 월경지이다. 토지 이용은 주로 주택이 중심이다. 역 동쪽의 오카가미 과선교에서 선로 및 쓰루미 강을 건너가면 가와사키시 아사오구 오카가미, 마치다시 미와미도리야마 및 요코하마시 아오바구 미도리야마, 나라초에 갈 수 있다.
- 와코 대학(학교 법인 와코 학원)
- 고쿠시칸 대학 마치다 캠퍼스
- 쓰루카와 여자 단기 대학
- 쓰루카와 고등학교
- 와코 중·고등학교
- 와코 대학 포프리 홀 쓰루카와
  - 마치다시 쓰루카와역앞 연락소
- 쓰루카와역앞 도서관
- 마치다시 쓰루카와 시민 센터
- 쓰루카와 도서관
- 마치다 소방서 쓰루카와 출장소
- 쓰루카와 우체국
- TBS 미도리야마 스튜디오(요코하마시 아오바구 미도리야마)
- 마치다 경찰서 쓰루카와역앞 파출소
- Odakyu OX
- 요코하마 은행
- TSUTAYA
- 고도모노쿠니(요코하마시 아오바구 나라초)
- 부아이소 - 시라스 지로·마사코 부부의 고택.
- 마치다시립 육상경기장 - FC 마치다 젤비아의 홈 구장.

## 사진

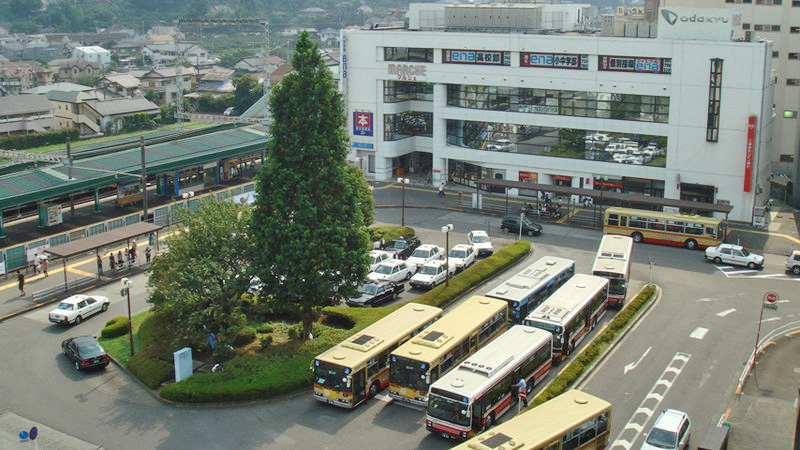
역 동쪽 광장 버스 터미널
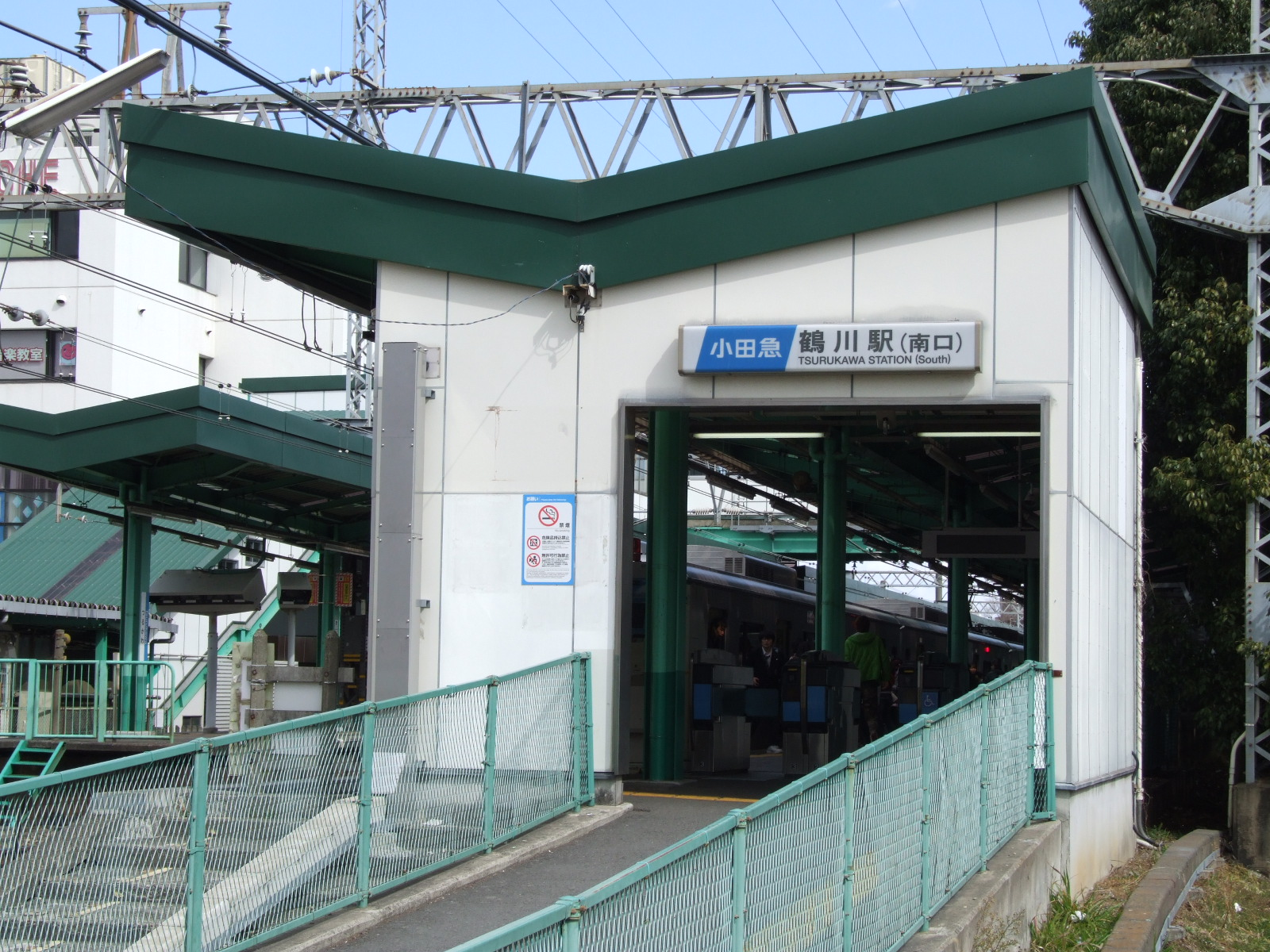
남쪽 출입구
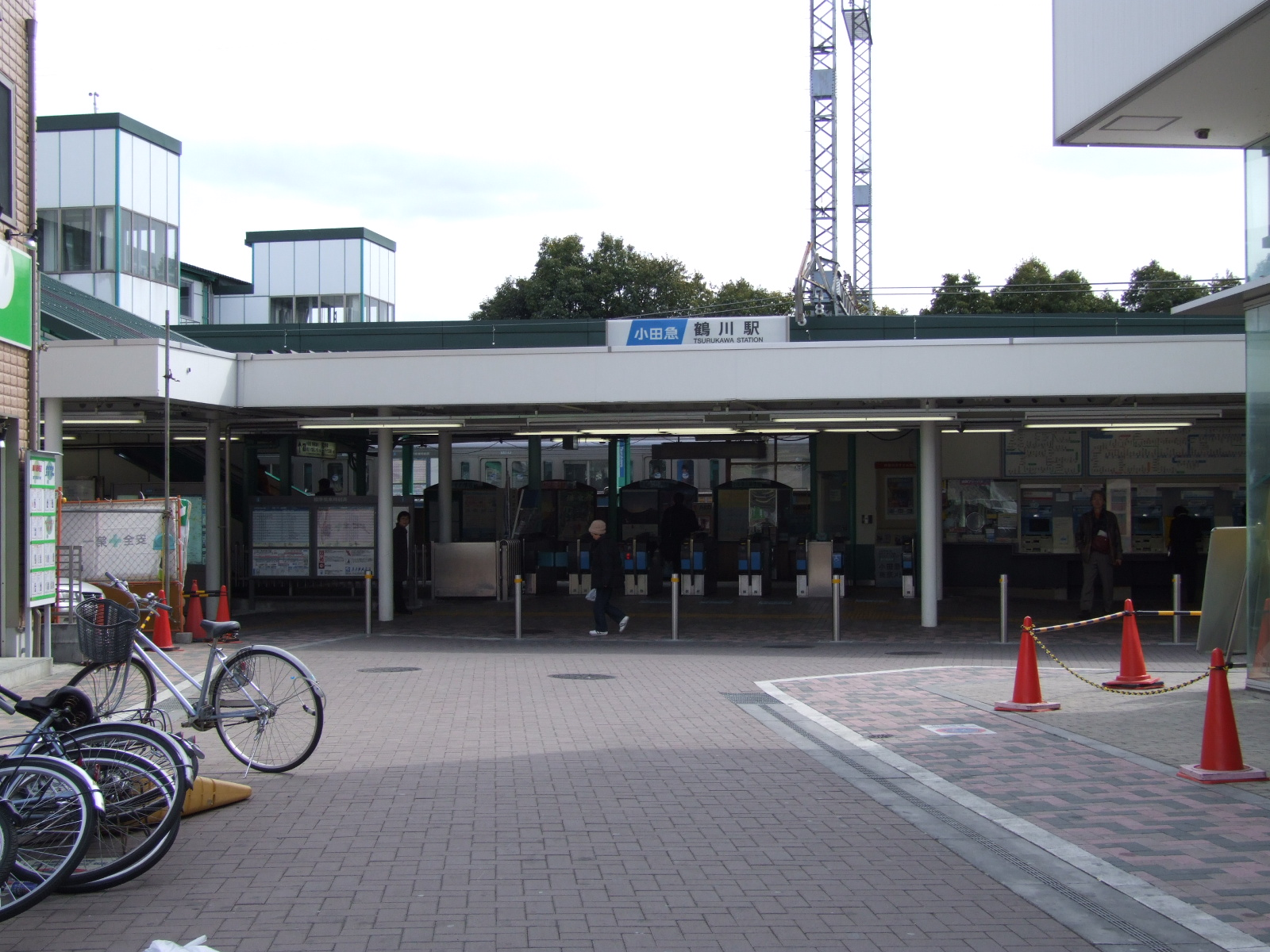
북쪽 출입구
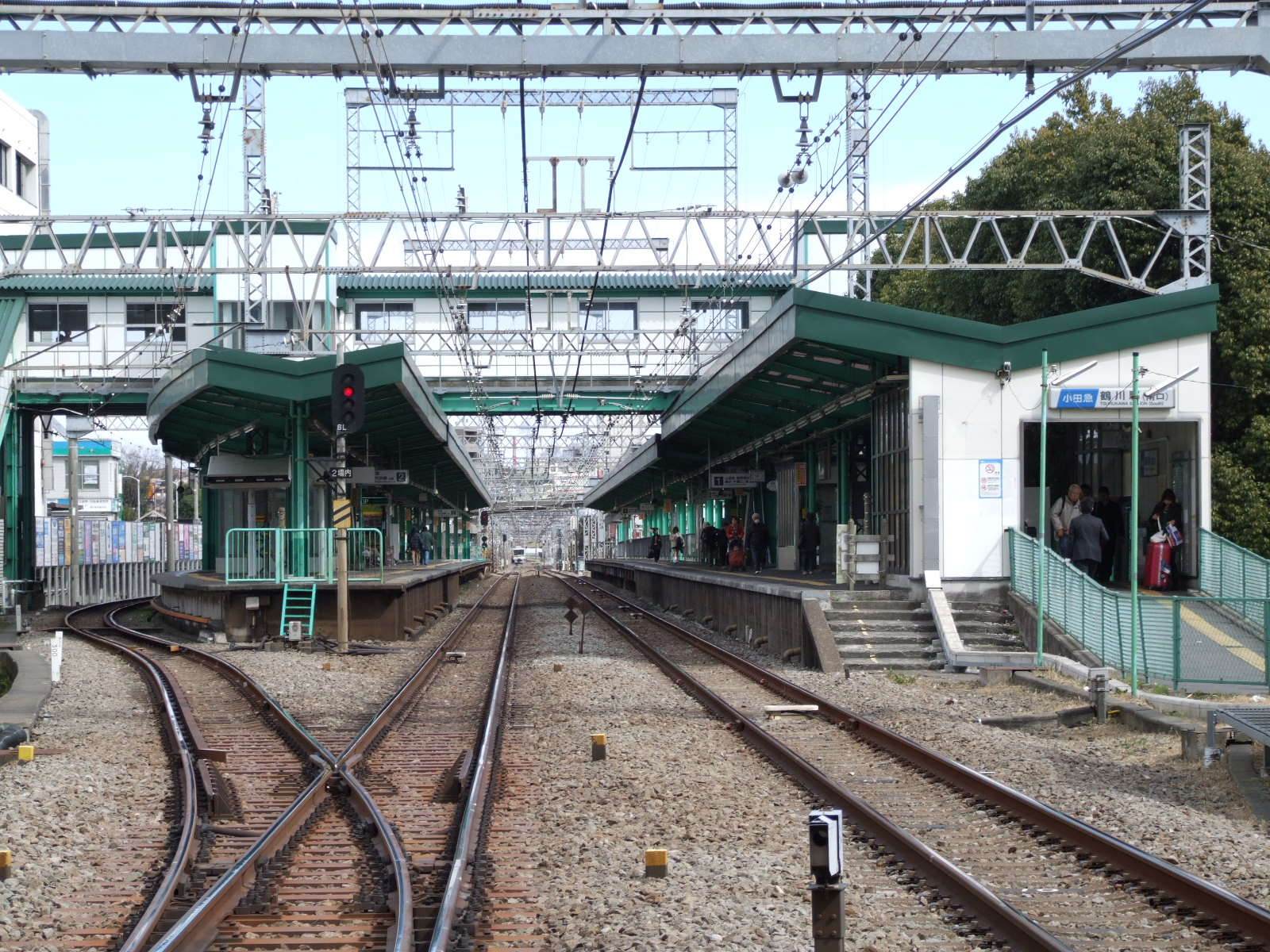
승강장 전경

## 인접역
| 오다큐 오다와라선        | 오다큐 오다와라선 | 오다큐 오다와라선                               |
| ------------------------ | ----------------- | ----------------------------------------------- |
| (무정차통과)             | ■ 쾌속급행 ■ 급행 | (무정차통과)                                    |
| OH 24 가키오 아야세 방면 | □ 통근준급        | 다마가와가쿠엔마에 OH 26 (하행 열차 없음)       |
| OH 24 가키오 아야세 방면 | ■ 준급            | 다마가와가쿠엔마에 OH 26 오다와라 방면          |
| OH 24 가키오 신주쿠 방면 | ■ 각역정차        | 다마가와가쿠엔마에 OH 26 후지사와·오다와라 방면 |